# Henrik Kristoffersen
Henrik Kristoffersen (Lørenskog, 2 luglio 1994) è uno sciatore alpino norvegese specialista delle prove tecniche, campione mondiale nello slalom gigante a Åre 2019 e nello slalom speciale a Courchevel/Méribel 2023.
Nel suo palmarès figurano inoltre due medaglie olimpiche (argento nello slalom gigante a Pyeongchang 2018 e bronzo nello slalom speciale a Soči 2014), una Coppa del Mondo di slalom gigante, quattro Coppe del Mondo di slalom speciale e sei medaglie d'oro iridate juniores.

## Biografia

### Stagioni 2010-2012
Nato a Lørenskog, Henrik Kristoffersen ha debuttato in gare valide per il punteggio FIS il 20 novembre 2009 a Geilo partecipando a una prova juniores e piazzandosi 25º. Nel 2010 ha iniziato a partecipare a competizioni sciistiche di alto livello esordendo in Coppa Europa il 27 novembre a Trysil in slalom gigante (34º).
Il 12 febbraio 2012 ha conquistato la prima vittoria in Coppa Europa nello slalom speciale tenutosi sulle nevi di Pamporovo (in Bulgaria), successo bissato il giorno dopo sullo stesso tracciato e nella stessa specialità. Neanche un mese più tardi, il 7 marzo ai Mondiali juniores di Roccaraso, Kristoffersen ha colto il primo importante successo in una manifestazione internazionale, riuscendo ad aggiudicarsi la medaglia d'oro nello slalom gigante. Due giorni dopo ha incrementato il palmarès con l'argento iridato juniores nello slalom speciale, a cui ha aggiunto un'altra medaglia, dello stesso metallo, nella combinata.

### Stagioni 2013-2014

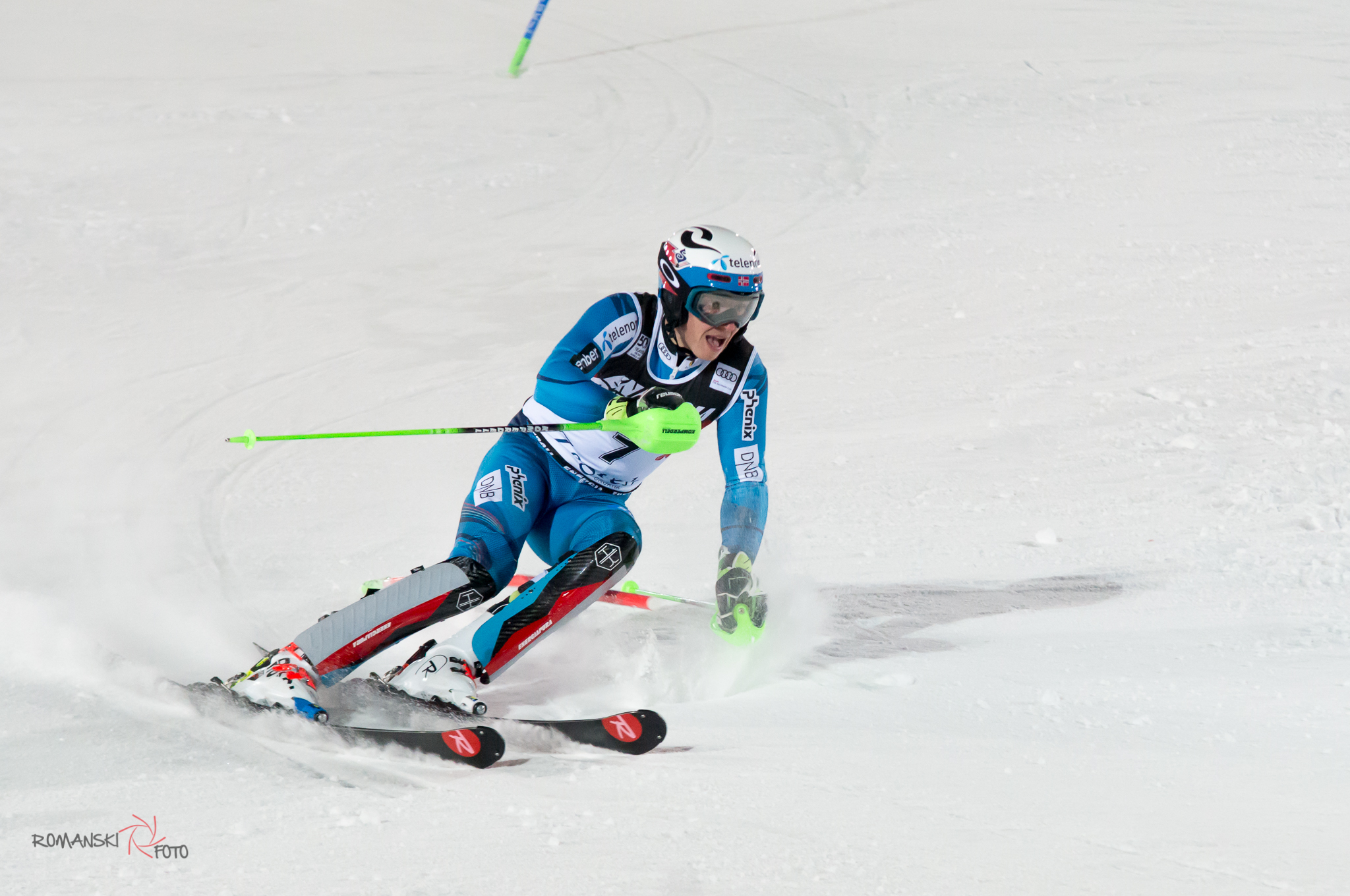
Kristoffersen in gara a Zagabria Sljeme il 5 gennaio 2017

In Coppa del Mondo ha esordito l'11 marzo 2012 a Kranjska Gora, non qualificandosi alla seconda manche dello slalom speciale in programma. Ha quindi partecipato ai Mondiali di Schladming, sua prima presenza iridata (20º nello slalom gigante, non ha concluso lo slalom speciale), e ai Mondiali juniores del Québec, ottenendo un altro oro iridato juniores nella combinata.
Nella stagione 2013-2014 ha ottenuto il primo podio in Coppa del Mondo (un terzo posto) il 17 novembre a Levi e la prima vittoria il 28 gennaio sulla Planai di Schladming, entrambi in slalom speciale. Il 22 febbraio ha vinto la medaglia di bronzo nello slalom speciale ai XXII Giochi olimpici invernali di Soči 2014, nella gara vinta dall'austriaco Mario Matt. Con questo terzo posto, a 19 anni e 235 giorni, è diventato il più giovane medagliato olimpico, per quanto riguarda il settore maschile, dello sci alpino; nello slalom gigante è stato invece 10º. Pochi giorni dopo, ai Mondiali juniores di Jasná, si è aggiudicato la medaglia d'oro nello slalom gigante e nello slalom speciale.

### Stagioni 2015-2017
Ai Mondiali di Vail/Beaver Creek 2015 è stato 13º nello slalom gigante e 4º nello slalom speciale, mentre nel marzo successivo ai Mondiali juniores di Hafjell ha arricchito il suo palmarès vincendo altre due medaglie d'oro, in slalom gigante e slalom speciale.
Nella stagione 2015-2016 ha vinto la Coppa del Mondo di slalom speciale con 31 punti di vantaggio sull'austriaco Marcel Hirscher ed è stato 2º nella classifica generale, superato dallo stesso Hirscher di 497 punti, e 3º in quella di slalom gigante. I suoi podi stagionali sono stati dodici, con sei vittorie: tra queste spiccano alcune classiche dello slalom speciale come la gara del Canalone Miramonti di Madonna di Campiglio (22 dicembre), della Ganslern di Kitzbühel (24 gennaio) e della Planai di Schladming (26 gennaio). Ai Mondiali di Sankt Moritz 2017 si è classificato 4º sia nello slalom gigante, sia nello slalom speciale. Nella stagione 2016-2017 di Coppa del Mondo i suoi podi sono stati sette con cinque vittorie, tra cui i nuovi successi di Madonna di Campiglio (22 dicembre) e Schladming (24 gennaio).

### Stagioni 2018-2019
Ai XXIII Giochi olimpici invernali di Pyeongchang 2018 ha vinto la medaglia d'argento nello slalom gigante alle spalle di Hirscher, mentre non ha portato a termine lo slalom speciale. In quella stessa stagione si è classificato al secondo posto nella Coppa del Mondo generale così come nella Coppa del Mondo di slalom gigante e in quella di slalom speciale, in tutte e tre le occasioni nuovamente sopravanzato da Hirscher (rispettivamente di 335, 145 e 164 punti); i podi sono stati 15, tra cui 1 vittoria (lo slalom speciale di Kitzbühel del 21 gennaio).
Nella stagione successiva ai Mondiali di Åre 2019 ha vinto la medaglia d'oro nello slalom gigante ed è stato 8º nello slalom speciale; in quella stessa stagione si è classificato al terzo posto nella Coppa del Mondo generale e al secondo in quella di slalom gigante (a 164 punti da Hirscher), con 8 podi e 2 vittorie tra cui lo slalom gigante sulla Podkoren di Kranjska Gora del 9 marzo.

### Stagioni 2020-2025
Nella stagione 2019-2020 ha vinto la Coppa del Mondo di slalom gigante con 6 punti di vantaggio su Alexis Pinturault e, per la seconda volta, quella di slalom speciale, sopravanzando Clément Noël di 2 punti; è stato inoltre terzo nella classifica generale e i suoi podi stagionali sono stati 9, con 3 vittorie (tra le quali lo slalom gigante della Gran Risa in Alta Badia e lo slalom speciale della Planai di Schladming). L'anno dopo ai Mondiali di Cortina d'Ampezzo 2021 ha vinto la medaglia di bronzo nello slalom speciale e si è piazzato 9º nello slalom gigante.
Ai XXIV Giochi olimpici invernali di Pechino 2022 è stato 8º nello slalom gigante e 4º nello slalom speciale e in quella stagione 2021-2022 ha vinto per la terza volta la Coppa del Mondo di slalom speciale, sopravanzando Manuel Feller di 90 punti, ed è stato 3º nella classifica generale e 2º in quella di slalom gigante, superato di 267 punti da Marco Odermatt; i suoi podi stagionali sono stati 7, con 5 vittorie: nuovamente lo slalom gigante della Gran Risa in Alta Badia, i due slalom speciali della Gudiberg di Garmisch-Partenkirchen e i due slalom giganti della Podkoren di Kranjska Gora.
Ai Mondiali di Courchevel/Méribel 2023 ha vinto la medaglia d'oro nello slalom speciale e si è piazzato 5º nello slalom gigante. In quella stagione 2022-2023 in Coppa del Mondo è stato 3º nella classifica generale e 2º sia in quella di slalom gigante (superato da Odermatt di 180 punti) sia in quella di slalom speciale (sopravanzato da Lucas Braathen di 52 punti); i suoi podi stagionali sono stati 11, con 2 vittorie nei classici slalom speciali della Gudiberg di Garmisch-Partenkirchen (4 gennaio) e della Männlichen/Jungfrau di Wengen (15 gennaio). Ai Mondiali di Saalbach-Hinterglemm 2025 è stato 8º nello slalom gigante e 13º nello slalom speciale; in quella stagione 2024-2025 ha conquistato per la quarta volta la Coppa del Mondo di slalom speciale (con 52 punti di margine su Loïc Meillard) e si è classificato 2º sia nella Coppa generale (superato da Odermatt di 605 punti) sia nella Coppa del Mondo di slalom gigante (superato da Odermatt di 126 punti).

## Palmarès

### Olimpiadi
- 2 medaglie:
  - 1 argento (slalom gigante a Pyeongchang 2018)
  - 1 bronzo (slalom speciale a Soči 2014)

### Mondiali
- 3 medaglie:
  - 2 ori (slalom gigante a Åre 2019; slalom speciale a Courchevel/Méribel 2023)
  - 1 bronzo (slalom speciale a Cortina d'Ampezzo 2021)

### Mondiali juniores
- 8 medaglie:
  - 6 ori (slalom gigante a Roccaraso 2012; combinata a Québec 2013; slalom gigante, slalom speciale a Jasná 2014; slalom gigante, slalom speciale a Hafjell 2015)
  - 2 argenti (slalom speciale, combinata a Roccaraso 2012)

### Coppa del Mondo
- Miglior piazzamento in classifica generale: 2º nel 2016, nel 2018 e nel 2025
- Vincitore della Coppa del Mondo di slalom gigante nel 2020
- Vincitore della Coppa del Mondo di slalom speciale nel 2016, nel 2020, nel 2022 e nel 2025
- 95 podi:
  - 33 vittorie
  - 35 secondi posti
  - 27 terzi posti

#### Coppa del Mondo - vittorie
| Data             | Località               | Paese     | Specialità |
| ---------------- | ---------------------- | --------- | ---------- |
| 28 gennaio 2014  | Schladming             | Austria   | SL         |
| 16 novembre 2014 | Levi                   | Finlandia | SL         |
| 15 marzo 2015    | Kranjska Gora          | Slovenia  | SL         |
| 21 marzo 2015    | Méribel                | Francia   | GS         |
| 13 dicembre 2015 | Val-d'Isère            | Francia   | SL         |
| 22 dicembre 2015 | Madonna di Campiglio   | Italia    | SL         |
| 10 gennaio 2016  | Adelboden              | Svizzera  | SL         |
| 17 gennaio 2016  | Wengen                 | Svizzera  | SL         |
| 24 gennaio 2016  | Kitzbühel              | Austria   | SL         |
| 26 gennaio 2016  | Schladming             | Austria   | SL         |
| 11 dicembre 2016 | Val-d'Isère            | Francia   | SL         |
| 23 dicembre 2016 | Madonna di Campiglio   | Italia    | SL         |
| 8 gennaio 2017   | Adelboden              | Svizzera  | SL         |
| 15 gennaio 2017  | Wengen                 | Svizzera  | SL         |
| 24 gennaio 2017  | Schladming             | Austria   | SL         |
| 21 gennaio 2018  | Kitzbühel              | Austria   | SL         |
| 24 febbraio 2019 | Bansko                 | Bulgaria  | GS         |
| 9 marzo 2019     | Kranjska Gora          | Slovenia  | GS         |
| 24 novembre 2019 | Levi                   | Finlandia | SL         |
| 22 dicembre 2019 | Alta Badia             | Italia    | GS         |
| 28 gennaio 2020  | Schladming             | Austria   | SL         |
| 22 dicembre 2020 | Madonna di Campiglio   | Italia    | SL         |
| 31 gennaio 2021  | Chamonix               | Francia   | SL         |
| 19 dicembre 2021 | Alta Badia             | Italia    | GS         |
| 26 febbraio 2022 | Garmisch-Partenkirchen | Germania  | SL         |
| 27 febbraio 2022 | Garmisch-Partenkirchen | Germania  | SL         |
| 12 marzo 2022    | Kranjska Gora          | Slovenia  | GS         |
| 13 marzo 2022    | Kranjska Gora          | Slovenia  | GS         |
| 4 gennaio 2023   | Garmisch-Partenkirchen | Germania  | SL         |
| 15 gennaio 2023  | Wengen                 | Svizzera  | SL         |
| 15 dicembre 2024 | Val-d'Isère            | Francia   | SL         |
| 1º marzo 2025    | Kranjska Gora          | Slovenia  | GS         |
| 2 marzo 2025     | Kranjska Gora          | Slovenia  | SL         |

Legenda:

GS = slalom gigante

SL = slalom speciale

### Coppa Europa
- Miglior piazzamento in classifica generale: 5º nel 2013
- 5 podi (1 in slalom gigante, 4 in slalom speciale):
  - 3 vittorie (1 in slalom gigante, 2 in slalom speciale)
  - 1 secondo posto (1 in slalom speciale)
  - 1 terzo posto (1 in slalom speciale)

#### Coppa Europa - vittorie
| Data             | Località  | Paese    | Specialità |
| ---------------- | --------- | -------- | ---------- |
| 12 febbraio 2012 | Pamporovo | Bulgaria | SL         |
| 13 febbraio 2012 | Pamporovo | Bulgaria | SL         |
| 30 novembre 2013 | Trysil    | Norvegia | GS         |

Legenda:

GS = slalom gigante

SL = slalom speciale

### Campionati norvegesi
- 16 medaglie:[3]
  - 3 ori (slalom speciale nel 2012; slalom speciale nel 2017; slalom speciale nel 2019)
  - 6 argenti (slalom speciale nel 2013; slalom speciale nel 2014; slalom speciale nel 2015; slalom speciale nel 2018; slalom gigante nel 2022; slalom speciale nel 2023)
  - 7 bronzi (slalom speciale nel 2011; supercombinata nel 2012; supercombinata nel 2013; slalom speciale nel 2016; slalom speciale nel 2022; slalom gigante nel 2023; slalom speciale nel 2025)

### Campionati norvegesi juniores
- 5 medaglie:[3]
  - 2 ori (slalom speciale/1 nel 2011; slalom speciale nel 2012)
  - 1 argento (supercombinata nel 2011)
  - 2 bronzi (slalom gigante/1 e slalom gigante/2 nel 2011)

## Statistiche
Con 25 vittorie e quattro Coppe del Mondo di slalom speciale conquistate figura tra i più vincenti sciatori nella storia della disciplina. Inoltre, con 95 podi, è al quinto posto nella classifica degli sciatori con più podi ottenuti. 

### Podi in Coppa del Mondo
| 1º     | 2º | 3º | 1º | 2º | 3º | 1º | 2º | 3º |   |    |
| 2012   |    |    |    |    |    |    |    |    |   | 0  |
| 2013   |    |    |    |    |    |    |    |    |   | 0  |
| 2014   |    |    | 1  | 1  | 1  | 3  |    |    |   | 6  |
| 2015   | 1  |    | 1  | 2  |    | 1  |    |    |   | 5  |
| 2016   |    | 1  | 3  | 6  | 2  |    |    |    |   | 12 |
| 2017   |    |    | 1  | 5  |    | 1  |    |    |   | 7  |
| 2018   |    | 5  |    | 1  | 5  | 3  |    | 1  |   | 15 |
| 2019   | 2  | 2  |    |    | 2  | 2  |    |    |   | 8  |
| 2020   | 1  | 1  | 2  | 2  | 3  |    |    |    |   | 9  |
| 2021   |    |    |    | 2  |    |    |    | 1  |   | 3  |
| 2022   | 3  |    |    | 2  | 1  | 1  |    |    |   | 7  |
| 2023   |    | 5  | 2  | 2  | 1  | 1  |    |    |   | 11 |
| 2024   |    | 1  |    |    |    | 2  |    |    |   | 3  |
| 2025   | 1  | 2  | 1  | 2  | 1  | 2  |    |    |   | 9  |
| Totale | 8  | 17 | 11 | 25 | 16 | 16 | 0  | 2  | 0 | 95 |
| Totale | 36 | 36 | 36 | 57 | 57 | 57 | 2  | 2  | 2 | 95 |

## Riconoscimenti
- Longines Rising Ski Star nel 2015,[7] 2016[8] e 2017[9]